# Obesotoma pulcherrima
Obesotoma pulcherrima is een slakkensoort uit de familie van de Mangeliidae. De wetenschappelijke naam van de soort is voor het eerst geldig gepubliceerd in 1992 door Bogdanov & Ito.